# Arnaldo de Felice
Arnaldo de Felice (* 1965 in Florenz) ist ein italienischer Oboist und Komponist.

## Karriere
Arnaldo de Felice absolvierte ein Kompositions-Studium bei Roland Moser an der Musik-Akademie der Stadt Basel Schweiz. 1984 wurde er Solo-Oboist im Orchestra Sinfonica „Arturo Toscanini“ in Parma. 1986 erhielt er sein Diplom am Conservatorio Statale di Musica G. B. Martini in Bologna mit höchster Auszeichnung. Bei Lothar Koch absolvierte er am Mozarteum Salzburg weiterführende Studien. Als Solo-Oboist spielte er projektweise im European Community Chamber Orchestra.
Soloauftritte hatte de Felice in der Carnegie Hall in New York, der Tonhalle Zürich, dem Staatstheater Nürnberg, Teatro Comunale in Modena, Teatro Farnese in Parma, Società dei Concerti di Milano (Sala Verdi), „Ferrara Musica“ Teatro Comunale (Ferrara), Accademia Filarmonica di Bologna, Società dei Concerti di Bolzano, Großer Saal der Akademie in Basel, Großer Saal der Akademie in Zürich, Stadtcasino Basel, „Festival Mozart“ Rovereto, La Biennale di Venezia.
Zu Felices musikalischen Weggefährten gehören Gérard Wyss, Ingolf Turban, K. Lessing, Kurt Widmer, Conrad Steinmann, Anna Kravchenko, Yves Savary, Wen-Sinn Yang, Patricia Kopatchinskaja, Stefano Canuti, Julien Hervé, Rolando Prusak.
2005 fand die Uraufführung seiner Oper Medusa an der Bayerischen Staatsoper München statt (Musikalische Leitung: Enrique Mazzola; Regie: Aron Stiehl).

## Aufnahmen
- ORF – Österreichischer Rundfunk
- Rai – Radiotelevisione Italiana
- BR – Bayerischer Rundfunk
- SDR – Süddeutscher Rundfunk
- Belgischer Rundfunk

## Auszeichnungen
- Für seine Opera Lirica da camera Akumu – Juli 2001 den 1. Preis beim Internationalen Wettbewerb „Teatro Minimo“ für Lyrische Oper des Theaters der Bayerischen Staatsoper München und des Opernhaus Zürich (Jury: Peter Jonas, Luciano Berio, Manfred Trojahn).